# La Venta del Astillero
La Venta del Astillero är en ort i Mexiko.   Den ligger i kommunen Zapopan och delstaten Jalisco, i den centrala delen av landet, 500 km väster om huvudstaden Mexico City. La Venta del Astillero ligger 1 626 meter över havet och antalet invånare är 4 491.
Terrängen runt La Venta del Astillero är kuperad åt sydväst, men åt nordost är den platt. Runt La Venta del Astillero är det mycket tätbefolkat, med 6 241 invånare per kvadratkilometer. Närmaste större samhälle är Guadalajara, 17,3 km öster om La Venta del Astillero. I omgivningarna runt La Venta del Astillero växer huvudsakligen savannskog.